# NGC 925
NGC 925 ist eine Balken-Spiralgalaxie mit ausgedehnten Sternentstehungsgebieten vom Hubble-Typ SBcd im Sternbild Dreieck am Nordsternhimmel. Die Entfernungsangabe von rund 30 Millionen Lichtjahren darf als sehr genau angesehen werden, denn sie beruht auf Messungen des Weltraumteleskops Hubble an 80 Cepheiden-Veränderlichen der Galaxie. Ihr  Durchmesser erreicht 100.000 Lichtjahre, die Gesamtmasse schätzen die Astronomen auf 50 Milliarden Sonnenmassen. 
Die Galaxie ist Teil einer Gruppe zu der auch NGC 891 und NGC 1023 gezählt werden.
Das Objekt wurde am 13. September 1784 von dem britischen Astronomen William Herschel entdeckt.

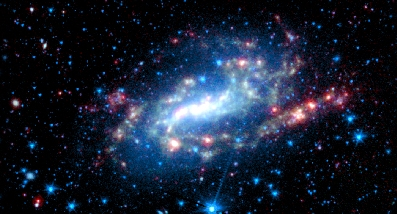
Aufnahme vom Spitzer-Weltraumteleskop
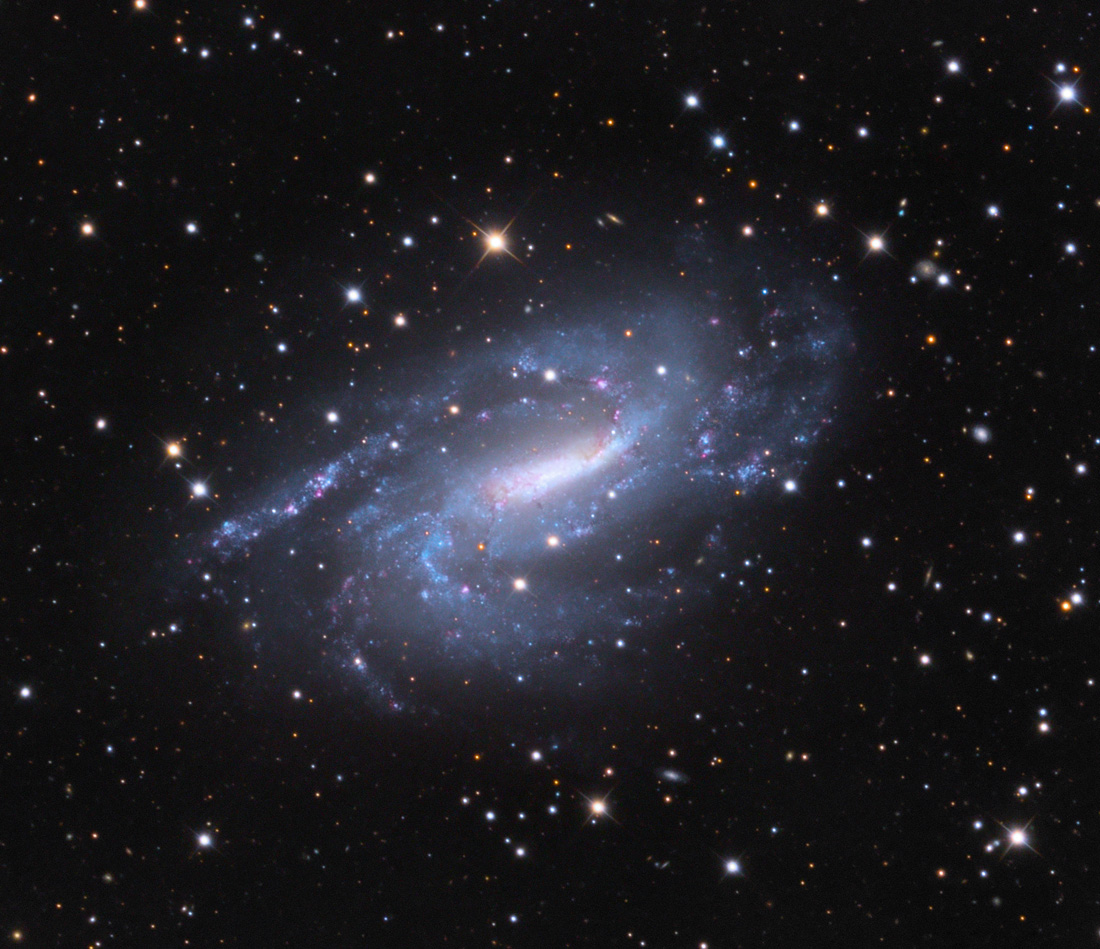
Aufnahme mithilfe des 80 cm durchmessenden Schulmann-Teleskop